# Station Ciasna
Station Ciasna is een spoorwegstation in de Poolse plaats Ciasna.